# Сповідь сина віку
«Сповідь сина віку» (фр. La confession d'un enfant du siècle) — твір французького романтизму, написаний Альфредом де Мюссе.
Роман розповідає про французьке суспільство XIX ст., що після поразки наполеонівських компаній було охоплено жахливою хворобою. Зневіра в старих думках, втрата ідеалів та цінностей минулого й незмога відшукати для себе нові орієнтири призвели до передчасного старіння душі, повного розчарування у власних силах і в житті загалом. Моральна хвороба спіймала у свої тенета всіх. Не обійшла вона і головного героя роману — Октава, яскравого представника свого часу.

## Сюжет
Розповідь ведеться від Октава — молодого привабливого мрійливого юнака, який щиро вірить у справжні почуття. Він палко закоханий в Еліс. Вона — центр його власного світу. Але під час чергового бенкету його віра в ідеал знищується підступною зрадою коханої ( Я побачив під столом туфельку моєї коханої, яка спокійно лежала на черевикові її сусіда). Юнак викликає коханця дівчини- свого найліпшого друга- на дуель. Отримавши легке фізичне поранення, Октав все ж відчував себе у край жахливо, бо ті побачення милої ще з трьома чоловіками та її фальшиве каяття зломило в його душі щось світле. Це був той переломний момент, після якого кохання однієї перестає бути цінністю, а вірність — БЛАгодетелью. Той, що дав родючий ґрунт для повного захоплення хворобою його душі.
Відчай та розпука приводять героя до декадансу: завдяки філософії Дежене (Любові не існує, ідеалу нема, бери від кохання те, що тверезий від вина.) він стає великим розпусником, але таке життя не відповідає його уявленням про справжні почуття («Говорят, что Дамокл видел над своей головой меч. Вот так и над развратниками словно нависает нечто такое, что беспрестанно кричит им: „Продолжай, продолжай, я держусь на волоске!“»).
Після смерті батька Октав переїздить до його дому в село, де зустрічає молоду вдову Брігіту Пірс, яка все своє життя присвятила допомозі бідним та нужденним. Спочатку вона не приймає почуттів юнака і навіть намагається поїхати від нього, але зрештою все ж відповідає взаємністю. Вони- щаслива закохана пара. Але потроху в Октава прокидаються симптоми хвороби- зневіра в усьому доброму (бо ж  істинним є лише розпуста, зіпсованість та лицемірство): чи вірною є йому Бригітта? Чи правда, що кожна жінка рано чи пізно зраджує коханого? Чи ж Дежене правий і любові не існує?
Знайшовши її зошит, названий  Мій заповіт , герой розуміє, що своїми почуттями, словами й підозрами він вбиває не тільки себе, але й милу. Тоді він вирішує покинути Париж назавжди, віддавши Брігітту у більш надійні та турботливі руки Сміта, тим самим подарувавши їй тихе щастя. І з трьох людей, що страждали з його вини, залишився нещасним лише один.

## Жанрові та художні особливості
У вступі до роману Мюссе намагається розкрити суть хвороби століття і, тим самим, суспільну основу трагічної долі героя. Суть хвороби століття полягає у втраті ідеалів, в спустошеності і скептицизмі, в розчаруванні молодого покоління в ідеях Просвітництва, бо ідеї ці були спростовані післяреволюційними реаліями. На думку автора, реальна післяреволюційна дійсність виступила як карикатура на те, що обіцяли революції 1789 і 1830 рр.
Вступ до Сповіді сина віку показує, що Мюссе був здатний на глибокі узагальнення і тверезу політичну оцінку історичних подій. Незважаючи на складне, деколи захоплене ставлення письменника до Наполеона, Мюссе характеризує його як ката Європи, ведучого на заклання сотні тисяч воїнів; Священний союз і Бурбони представлені ним як царствені павуки, які розірвали Європу на частини, а з пурпурової тоги Цезаря зшили собі вбрання Арлекіна . Мюссе прекрасно розуміє антинародну суть Реставрації і уловлює загнане в підпілля, але невмираючу незадоволеність обдуреного народу: «Коли ж говорили: „Народ, забудь минуле, обробляй землю і покоряйся“, — вони випрямлялися на повний зріст, і роздавався глухий звук. То гуділа в кутку хатини поржавіла і зазублена шабля». В той же час Мюссе, на відміну від письменників демократичного і соціалістичного напряму, відступає перед дозволом поставленого питання, не вірячи в можливість народної перемоги.
Сильною стороною роману Сповідь сина віку є глибокий психологізм, який дозволяє письменникові з надзвичайною проникливістю показати трагічність стосунків Октава і Бригіти.
Роман Мюссе відображає кульмінацію ідейних суперечностей письменника. З одного боку, в Сповіді дано різке засудження паразитичного принципу життя, виражене в трагічних переживаннях Октава. З іншої — показана явна неспроможність самого Октава, який, подібно Лорензаччо, не лише не уміє протистояти мерзенності життя, але, навпаки, сам розбещений нею і вже не може відмовитися від прищеплених йому поглядів. Дорога для відродження до нового життя закрита для Октава. Крайній індивідуалізм, скепсис, безвір'я і безперспективність соціальних переконань письменника позбавляють його можливості знайти вихід для своїх героїв. Не маючи сил зробити крок вперед і залучитися до прогресивних демократичних ідеалів, Мюссе робить крок назад і намагається знайти порятунок в релігії. Почавши з гордого виклику божеству (Так це правда, що там порожньо?—кричав Октав, дивлячись в піднебіння, що розкинулося над його головою), герой Мюссе кінчає розкаянням і розчуленням перед розп'яттям, несподівано виявленим їм на грудях його сплячою коханою. Почавши з бурхливих прокльонів розбещеному буржуазному століттю, він кінчає самоосудом і примиренням з тим, що оточує. Розбитий і спустошений Октав відмовляється від коханої, якої не міг принести щастя; він віддає її скромній трудовій людині, якій не властиві бурхливі пориви і егоцентрична зосередженість на своїх терзаннях, настільки характерні для Октава.
Роман «Сповідь сина віку» відображає еволюцію романтичного героя від бунтарства до примирення; він відображає в той же час ідейну еволюцію самого письменника. Третій і останній період творчості Мюссе (починаючи з кінця 30-х років) характеризується явним прагненням до примирення з існуючими умовами життя.
В багатьох епізодах свого роману Мюссе показав трагічні переживання героя, викликане розпадом етичних засад суспільства і скорботною свідомістю безвихідності доль молодого покоління.
Герой роману Мюссе декілька нагадує собою бальзаківських героїв — Рафаеля де Валентина («Шагренева шкіра») і Люсьена де Рюбампре («Втрачені ілюзії»). Як і вони, Октав випробував па собі згубна дія розбещених вдач Парижа. Але якщо в романах Бальзака на перший план виступало суспільне середовище, що управляло долями персонажів, то Мюссе, на відміну від великого французького реаліста, зосередив свою увагу головним чином на психологічному аналізі переживання героя, блудного сина епохи, що розчарувався в згубних пристрастях і не знайшов для себе жодного ідеалу.
Звідує всі насолоди, перетворивши все своє життя на безперервну оргію, Октав поступово переконується в тому, що душевні сили були розтрачені ним негідно, і він намагається знайти в собі можливість етичного відродження.
У спорі з другом своїм Дежене, завзятим циніком, Октав захищає особа, він прагне довести, що людина не має бути звільненим від моральної відповідальності за свої вчинки.
Істотним моментом в розвитку сюжету «Сповіді» є русоїстський мотив порятунку особи йод дією благотворного впливу на неї природи і породжуваних сю наївних щирих відчуттів. У селі, куди віддаляється Октав з розбещеного Парижа, починається «друге життя» героя — його любов до чесної і здатної на глибокі відчуття молодої жінки Бригіти Пірсон, і він намагається зцілити свою душевну недугу. Але парижанин Октав приніс сюди, в патріархальне село, свої звички городянина — грубу і хворобливу підозрілість, похмурі ревнощі, недовіра до всього на світі, — і це зумовлює розв'язку роману: ідилія перетворюється на невблаганну трагедію, і герої роману розлучаються назавжди.
У «Сповіді сина віку» відбився романтичний культ природи, який протягає і в зображенні сільських жителів, носіїв здорової моралі, людяності і щирих відчуттів. Правда, і тут, серед людей, що втілюють «природну» чесноту, можна зустріти і такого злого інтригана, як священик Меркансон, лицеміра, але що втратив зв'язки з аристократичним Парижем. Саму назву роману видає задум автора, що прагне показати в нім типові явища сучасності, представити у визнаннях «сина століття» не лише нещастя головного героя, але і трагічну долю всього покоління, до якого він належав. При такому підході до зображення дійсності ліричний або «особистий» роман вбирав в себе значний ідейний і суспільний вміст.

## Екранізація
1)У 1985 році польський режисер та сценаріст Марек Новіцький зняв картину
Сповідь сина віку  (Spowiedź dziecięcia wieku) за однойменним романом Альфреда
де Мюссе.
2) У 2012 році Сільві Веред створив французьку кінематографічну версію відомого твору  Confession of a Child of the Century .